# استان سیدی بنور
استان سیدی بنور (به فرانسوی: Province de Sidi Bennour) یک استان در مراکش است. استان سیدی بنور ۳٬۰۰۷ کیلومتر مربع مساحت و ۴۵۲٬۴۴۸ نفر جمعیت دارد.